# (9919) Undset
(9919) Undset es un asteroide perteneciente al cinturón de asteroides, descubierto el 22 de agosto de 1979 por Claes-Ingvar Lagerkvist desde el Observatorio de La Silla, Chile.

## Designación y nombre
Designado provisionalmente como 1979 QF1. Fue nombrado por la autora noruega Sigrid Undset (1882-1949) quien recibió el premio Nobel de literatura en 1928. Es más conocida por su trilogía Kristin Lavransdatter sobre el amor y la vida de una pareja en Noruega en el siglo XIII.

## Características orbitales
Undset está situado a una distancia media del Sol de 2,379 ua, pudiendo alejarse hasta 2,879 ua y acercarse hasta 1,879 ua. Su excentricidad es 0,210 y la inclinación orbital 1,607 grados. Emplea 1340,11 días en completar una órbita alrededor del Sol.
Pertenece a la familia de asteroides de (135) Hertha.

## Características físicas
La magnitud absoluta de Undset es 15,19. Tiene 2,521 km de diámetro y su albedo se estima en 0,334.